# Hypostomus wuchereri
 Hypostomus wuchereri és una espècie de peix de la família dels loricàrids i de l'ordre dels siluriformes.

## Morfologia
Els mascles poden assolir els 20 cm de longitud total.

## Distribució geogràfica
Es troba a Sud-amèrica: conca del riu Paraguaçu, en l'estat de Bahia, Brasil.